# قاي هنري
قاي هنري (بالإنجليزية: Guy Henry)‏ هو متسابق الحدث وضابط أمريكي، ولد في 28 يناير 1875 في Fort Robinson ‏ في الولايات المتحدة، وتوفي في 29 نوفمبر 1967 في وينتاتشي في الولايات المتحدة.

## وصلات خارجية
- قاي هنري على موقع أوليمبيديا (الإنجليزية)